# Jean Ier de Dreux
Pour les articles homonymes, voir Jean Ier.
Jean Ier de Dreux, né en 1215, mort en 1249 à Nicosie, comte de Dreux et de Braine, fils de Robert III, comte de Dreux et de Braine, et d’Aénor de Saint-Valéry.

## Biographie
Armé chevalier par Saint-Louis, il suivit ce dernier au cours de plusieurs guerres, d’abord contre les Anglais en Poitou (bataille de Taillebourg en 1242), puis durant la septième croisade en 1249. Il mourut lors d’une escale à Chypre.
Il avait épousé en 1240 Marie (1220 † 1274), fille d’Archambaud VIII seigneur de Bourbon et de Béatrice de Montluçon, et eut :
- Robert IV (1241 † 1282), comte de Dreux, de Braine et de Montfort ;
- Yolande (1243 † 1313), mariée en premières noces à Amaury II († 1269), seigneur de Craon, puis à Jean de Trie († 1304), comte de Dammartin ;
- Jean (1245 † ap.1275), templier.